# Leon Kass
Leon Richard Kass es un bioético estadounidense que nació el 2 de febrero de 1939, es conocido por liderar el esfuerzo por detener las investigaciones científicas sobre células madres embrionarias y clonación mientras fue el director del "Consejo Presidencial sobre Bioética" en el período 2002-2005.
Kass obtuvo grados de S.B. y M.D. (1958; 1962) en la Universidad de Chicago y en 1967 se doctoró en bioquímica en la Universidad de Harvard. Posteriormente entre 1972 y 1976 dio clases en el St. John's College.
Actualmente sigue siendo miembro del Consejo Presidencial y es el Addie Clark Harding Professor en el College y el "Comité para la Enseñanza de Ciencias Sociales" en la Universidad de Chicago. [cita requerida]
El pensamiento de Leon Kass respecto a la clonación de seres humanos es que, según nos refiere, despersonalizaría la reproducción humana, tendría influencia significativa sobre las generaciones futuras y finalmente provocaría la degradación del hombre.
Sus críticos acusan a Kass de haber completado el Consejo con anti-aborcionistas y opositores a las investigaciones con células madre embrionarias, y haber rechazado a aquellas personas que no estaban de acuerdo con él, como por ejemplo Elizabeth Blackburn.

## Obras
Kass ha escrito numerosos libros, entre los que se incluyen:
- Leon Kass; James Q. Wilson (1998). The ethics of human cloning. American Enterprise Institute. ISBN 9780844740508.
- Leon R. Kass (2006). The Beginning of Wisdom: Reading Genesis. University of Chicago Press. ISBN 9780226425672.
- — (2002). Human cloning and human dignity: the report of the President's Council on Bioethics. PublicAffairs. ISBN 9781586481766.
- — (2004). Life, Liberty and the Defense of Dignity: The Challenge for Bioethics. Encounter Books. ISBN 9781594030390.
- — (1985). Toward a more natural science: biology and human affairs. Free Press. ISBN 9780029183403.
- — (1999). The hungry soul: eating and the perfecting of our nature. University of Chicago Press. ISBN 9780226425689.
- Leon R. Kass; Amy A. Kass (2000). Wing to Wing, Oar to Oar: Readings on Courting and Marrying. University of Notre Dame Press. ISBN 9780268019594.